# Ramienica grzywiasta
Ramienica grzywiasta (Chara filiformis) – gatunek ramienicy. 

## Morfologia
Pokrój
Stosunkowo mały makroglon (do 40 cm długości) o silnie rozgałęzionej plesze. Ze względu na niepozorne nibyliście, cała roślina ma pokrój nitkowaty. Cienka (0,5-1 mm średnicy) nibyłodyga. Międzywęźla krótkie (1–1,5 cm), węzły wyraźne. Plecha szarozielona, zwykle silnie inkrustowana węglanem wapnia, przez co krucha i delikatna. Występując wśród innych ramienic łatwa do przeoczenia, gdyż wygląda jak dowolna ramienica z odłamanymi nibyliśćmi. Roślina jednopienna. 
Okorowanie
Dwurzędowe. Rzędy główne wyraźnie przeważają nad bocznymi. W pewnych warunkach niezupełne lub brak, zwłaszcza na nibyliściach.
Nibyliście
Ledwo zauważalne. Wielokrotnie krótsze od międzywęźli i cieńsze od nibyłodygi (1–2 mm długości, 0,2 mm średnicy). Rzadko w dolnej części do 1 cm długości. 6–8 w okółku. Zwykle dwa człony, z czego tylko jeden okorowany, a drugi nieokorowany, zbudowany z trzech komórek o widocznych wcięciach. Często zakończone gametangiami. 
Nibylistki
Wewnętrzne przeważnie wałeczkowate, zawsze krótsze od lęgni, podczas gdy na zewnątrz brak lub słabo wykształcone (brodawkowate).
Kolce
O nieregularnych kształtach od brodawkowatych po wałeczkowate. Pojedyncze. W dolnych międzywęźlach słabo wykształcone.
Przylistki
Słabo wykształcone. W dwurzędowych okółkach. Zwykle w górnym okółku dłuższe i wałeczkowate, a w dolnym brodawkowate. Rzadziej oba okółki wałeczkowate lub brodawkowate, mało zróżnicowane.
Plemnie
Pojedyncze. Wyłącznie na pierwszych węzłach nibyliści. Żółtopomarańczowe, wyraźnie mniejsze od lęgni.
Lęgnie
Pojedyncze, choć na jednym międzywęźlu mogą leżeć dwie lęgnie i jedna plemnia. Wyłącznie na pierwszych węzłach nibyliści. Żółtozielone. Koronka wysoka, nieco rozchylona, o gładkich krawędziach.

## Biologia
Roślina jednoroczna, przy czym rozwój oospory zaczyna się już jesienią, ale kończy latem.

## Ekologia
Gatunek słodkowodny. Nie występuje w wodach płynących. Występuje głównie w dużych jeziorach mezotroficznych, wykazując dość wąską tolerancję ekologiczną co do trofii, ale szeroką wobec twardości wody. Zwykle w wodach płytkich litoralu (sięga 5 m głębokości), na podłożu mineralnym lub gytii wapiennej. Rzadko tworzy zespół roślinny Charetum jubatae, rosnąc zwykle jako domieszka w innych typach łąk ramienicowych. Budowane przez nią płaty zwykle powstają w płytkich (do 2–3 m) wodach o odczynie zasadowym, na gytii.
Występowanie
Występuje w państwach basenu Morza Bałtyckiego. W Polsce dość rzadka, spotykana zwłaszcza w środkowej i północnej części kraju, a zwarte zbiorowiska częściej tworzy na północnym wschodzie.

## Zagrożenia i ochrona
Według Czerwonej listy roślin i grzybów Polski jest gatunkiem wymierającym. Jako jeden z niewielu gatunków glonów podlega w Polsce ochronie gatunkowej. Występowanie jej zbiorowiska jest ponadto podstawą do objęcia zbiornika, w którym występuje, ochroną jako siedlisko przyrodnicze 3140 (twardowodne oligo– i mezotroficzne zbiorniki z podwodnymi łąkami ramienic Charetea) w systemie Natura 2000.